# Dodge Phoenix
Dodge Phoenix — автомобиль, производившийся в США подразделением Dodge корпорации Chrysler c 1960 по 1972 год. Представляет собой локализованную версию автомобиля Dodge Dart, адаптированную для эксплуатации в австралийских условиях.

## История
Автомобиль Dodge Phoenix впервые был представлен в мае 1960 года. В отличие от Dodge Dart, автомобиль Dodge Phoenix производился в виде четырёхдверного седана или хардтопа. Производство завершилось в 1972 году.

## Модификации
- PD4
- RD4
- SD2
- TD2
- VD2
- AP2D
- DB6
- DC
- DD
- DE
- DF
- DG
- DH

## Галерея

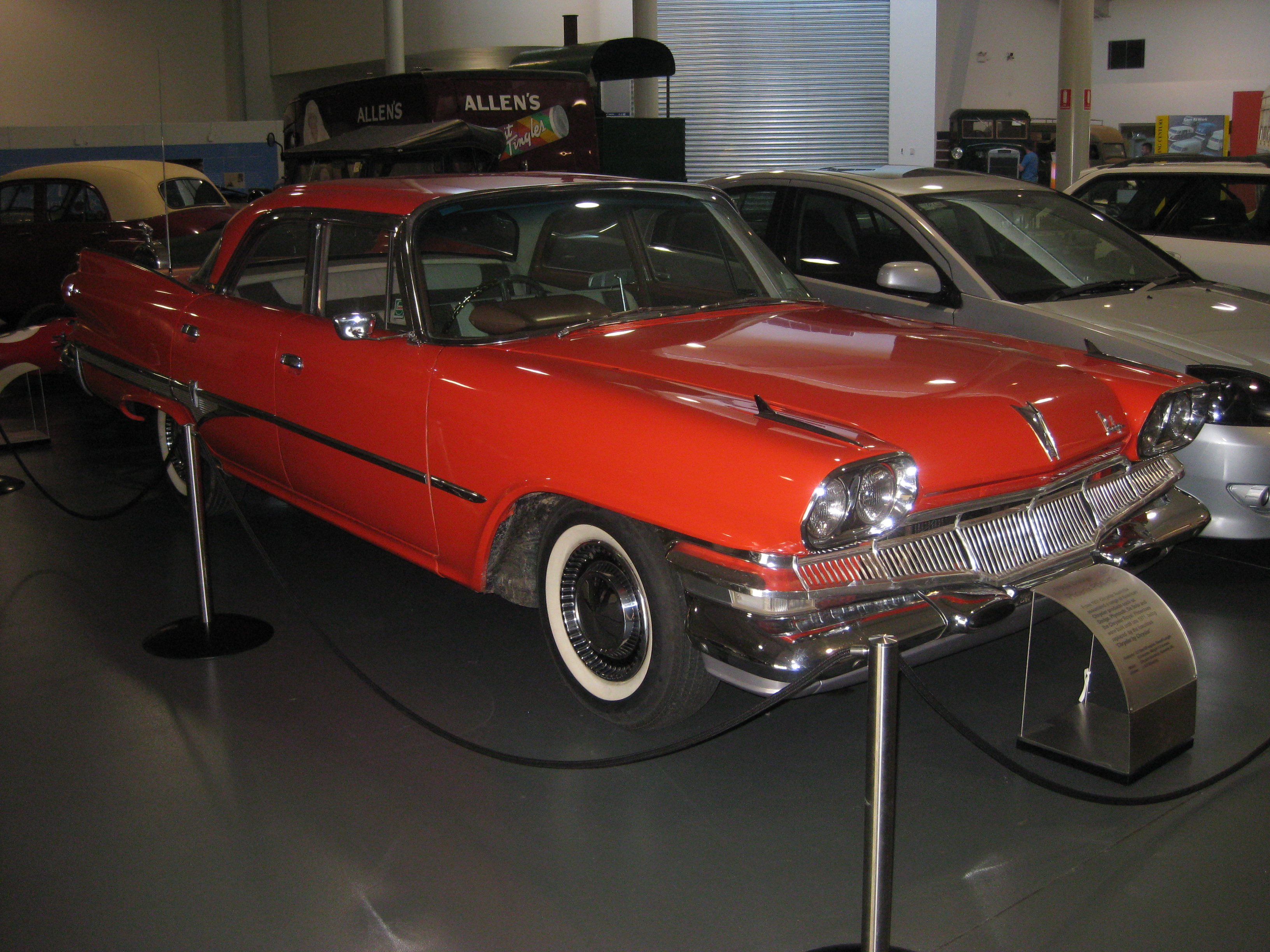
Dodge PD4 Phoenix
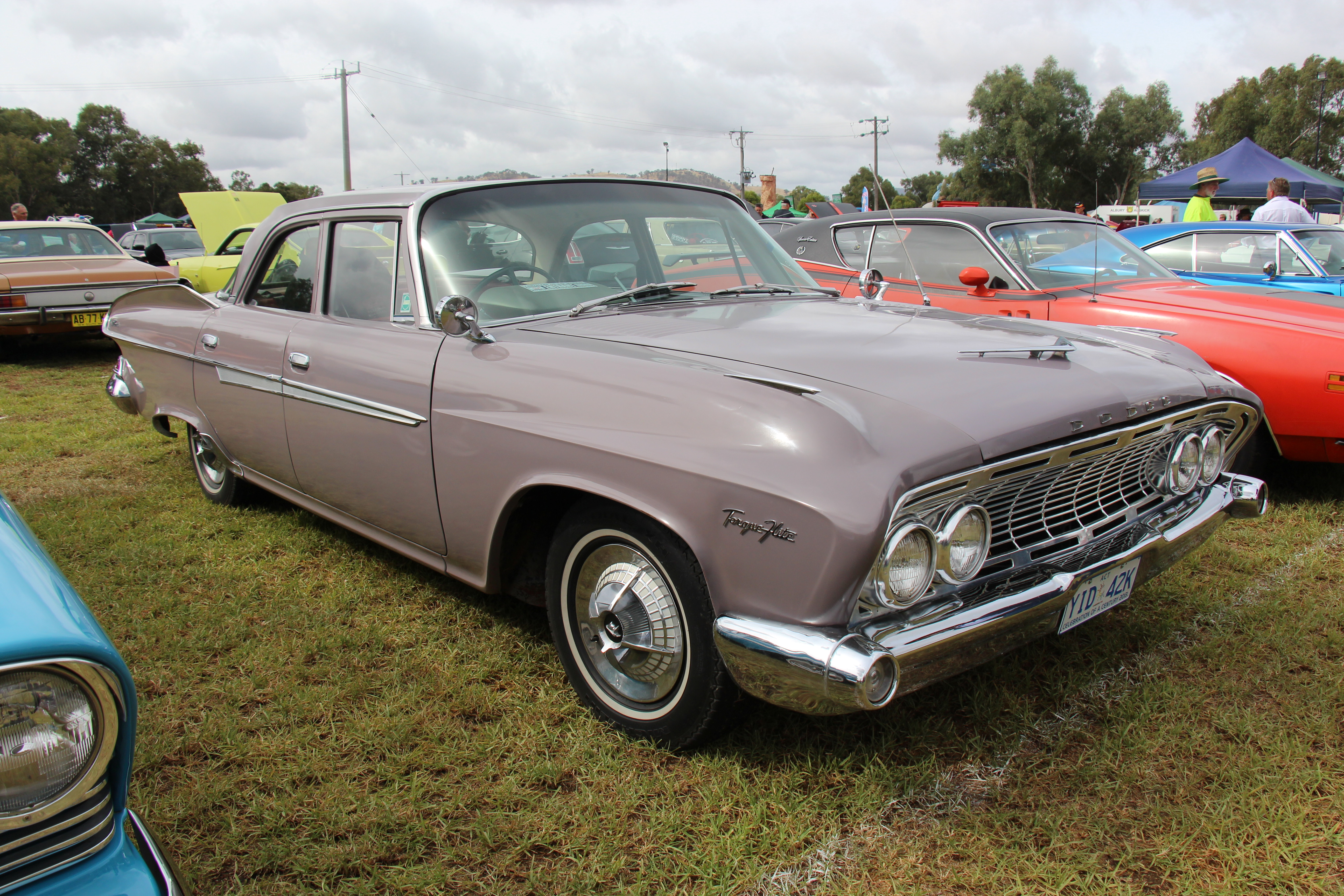
Dodge RD4 Phoenix
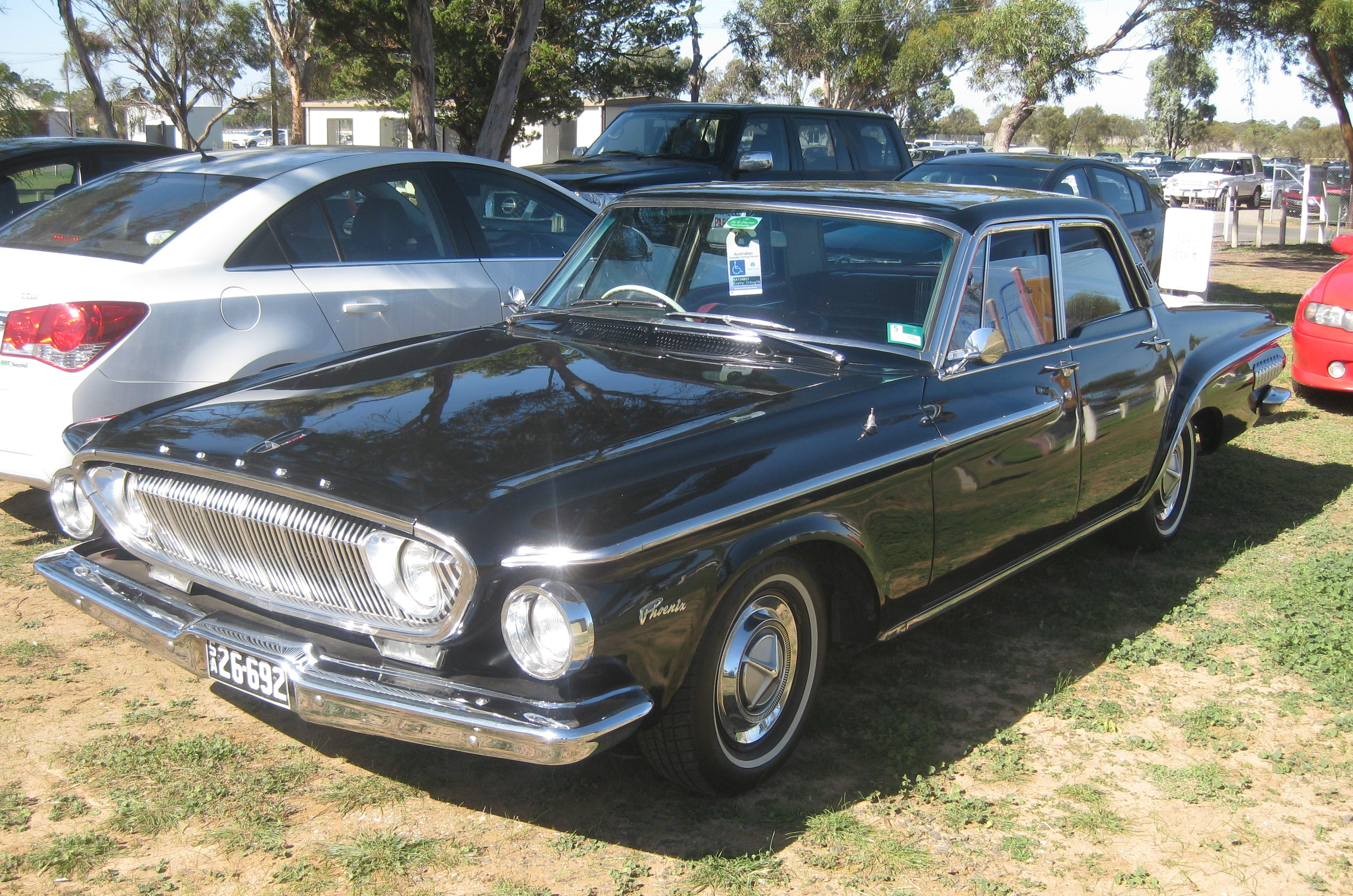
Dodge SD2 Phoenix
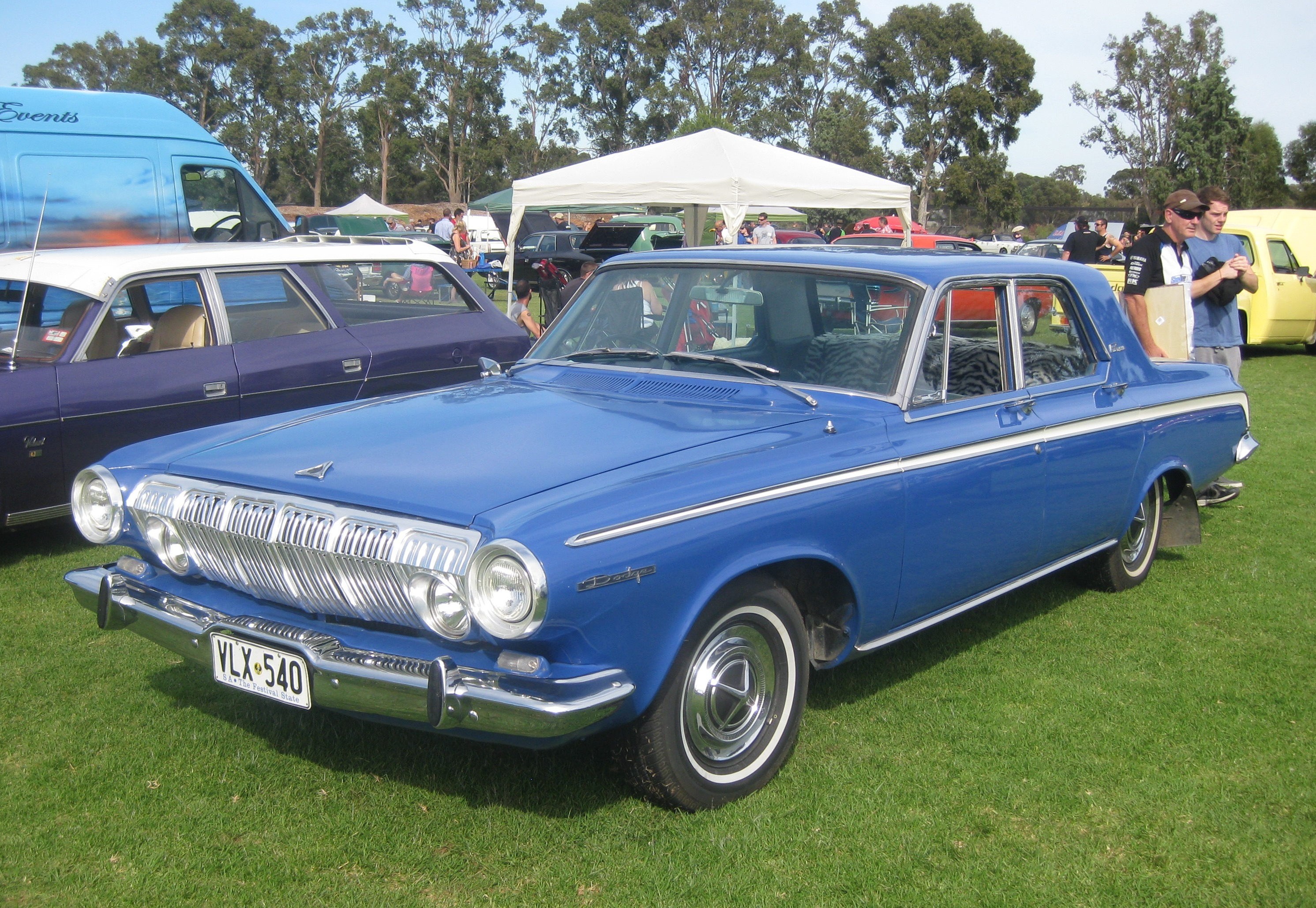
Dodge TD2 Phoenix
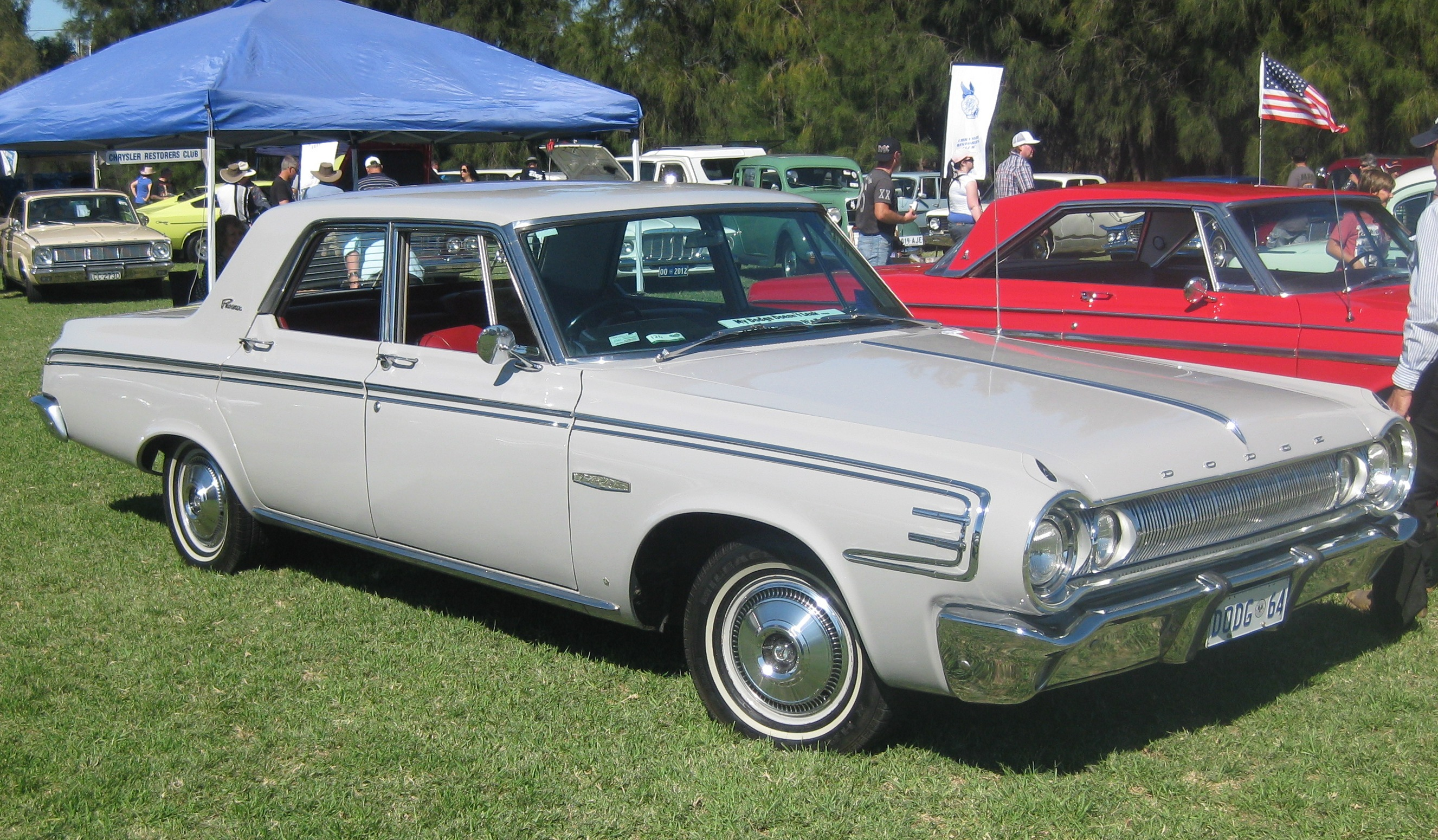
Dodge VD2 Phoenix
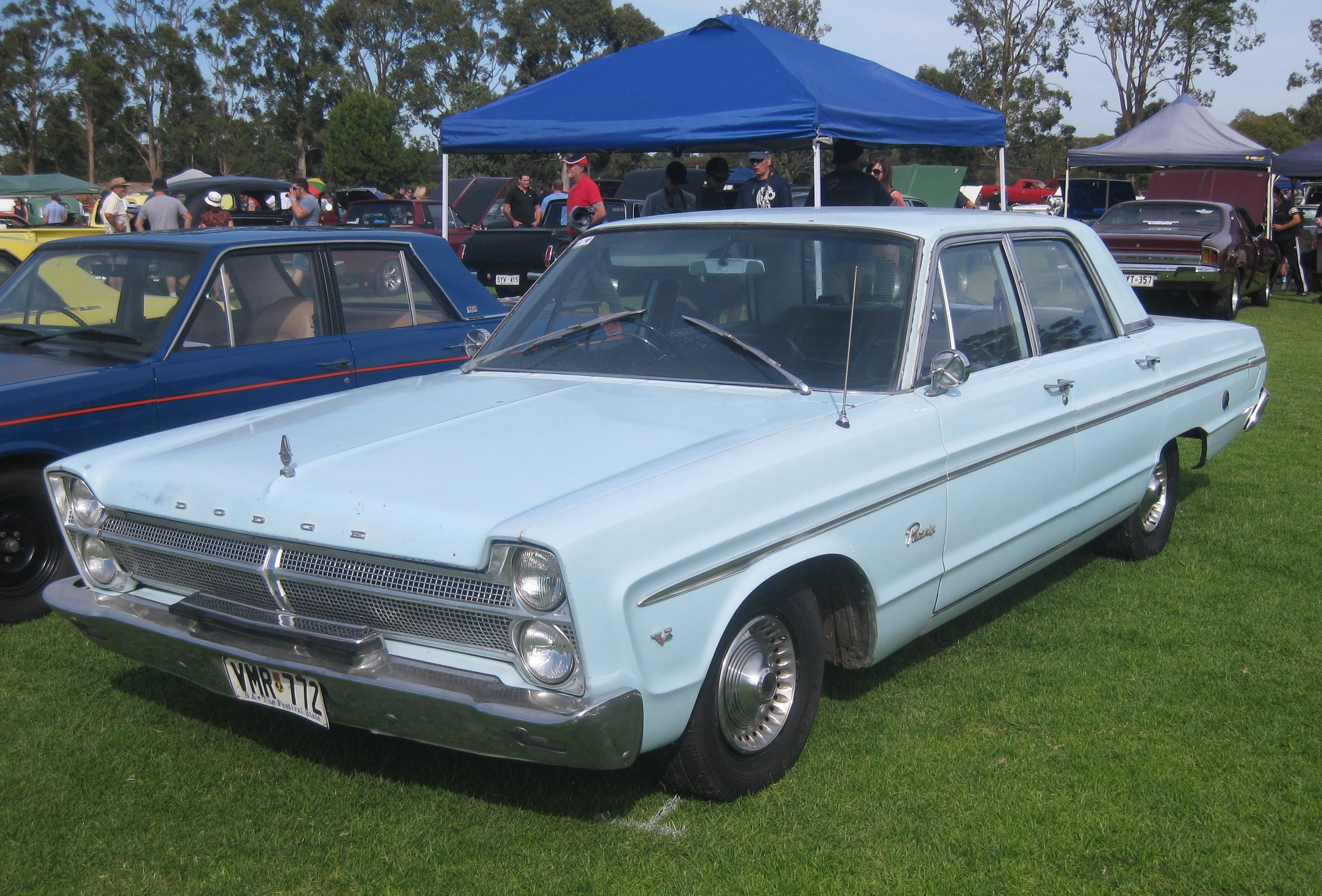
Dodge AP2D Phoenix
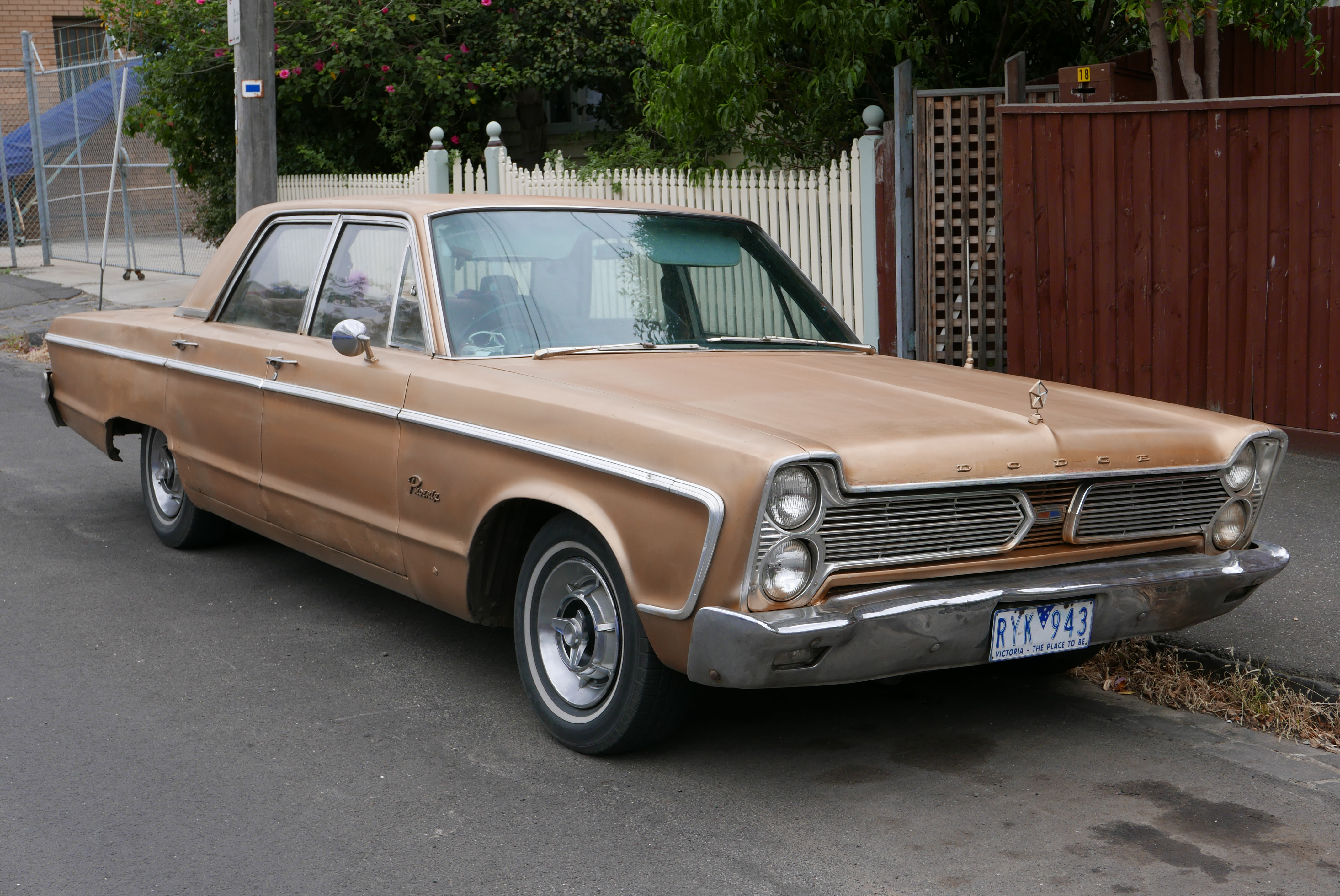
Dodge DP6 Phoenix
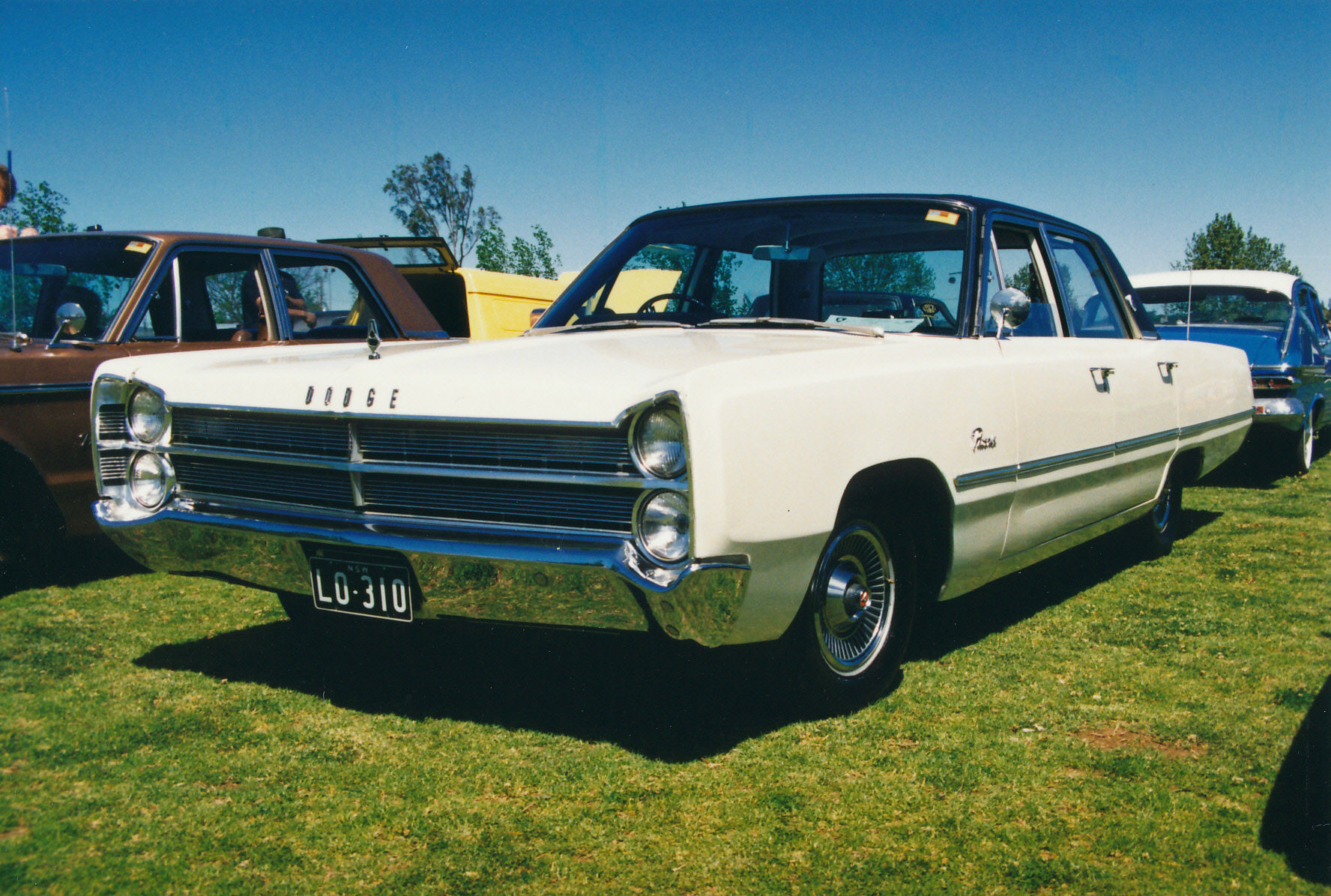
Dodge DC Phoenix
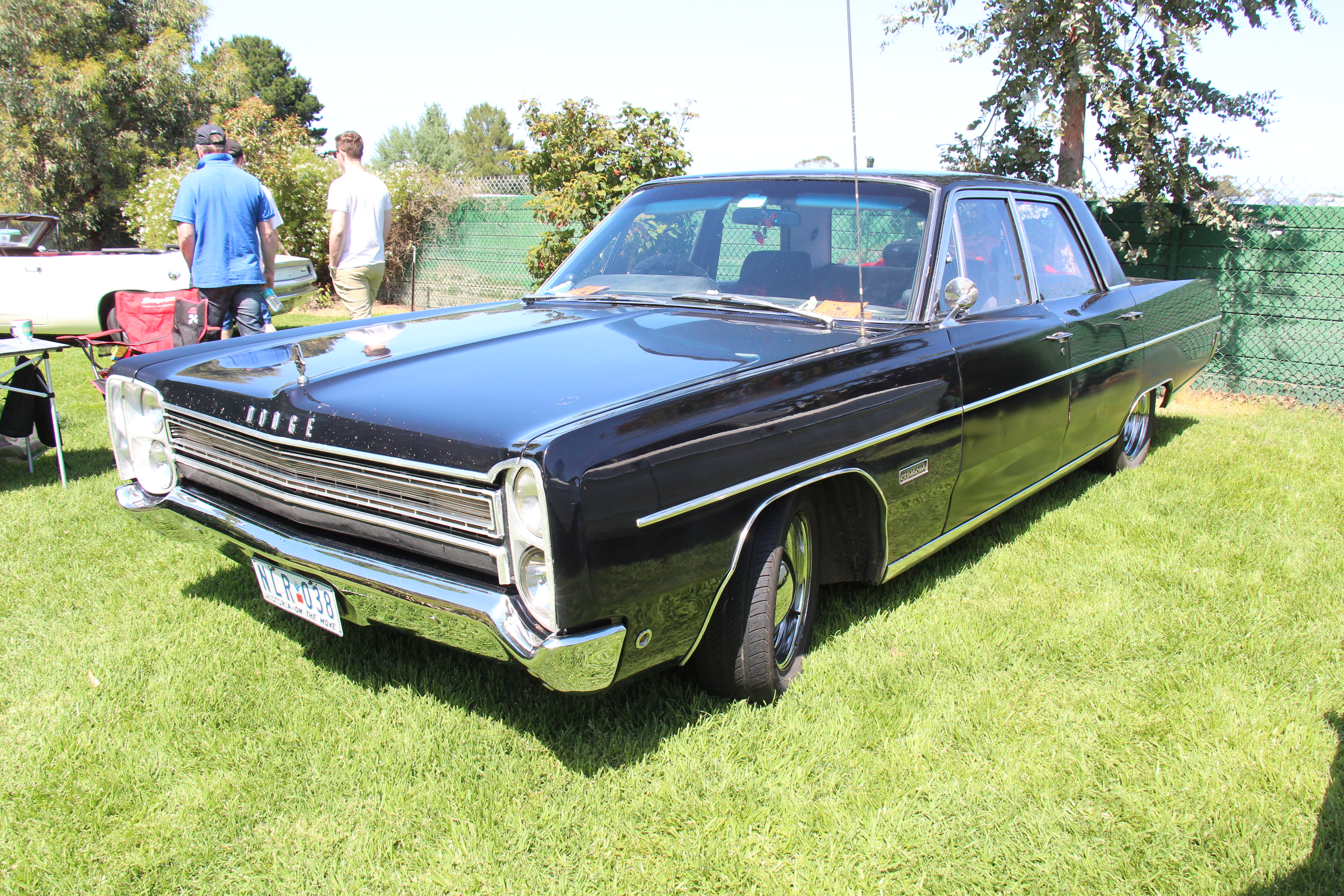
Dodge DD Phoenix
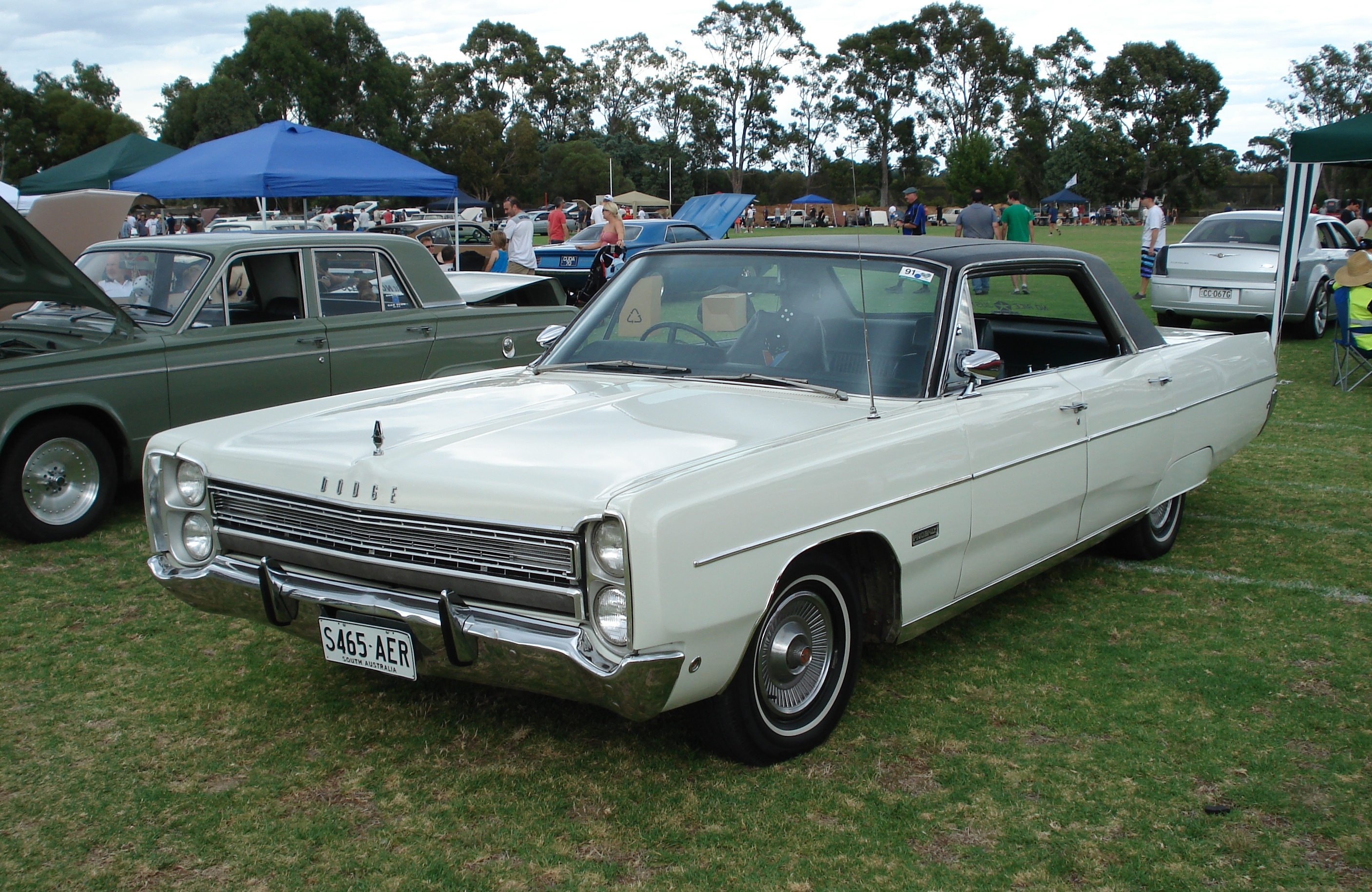
Dodge DD Phoenix
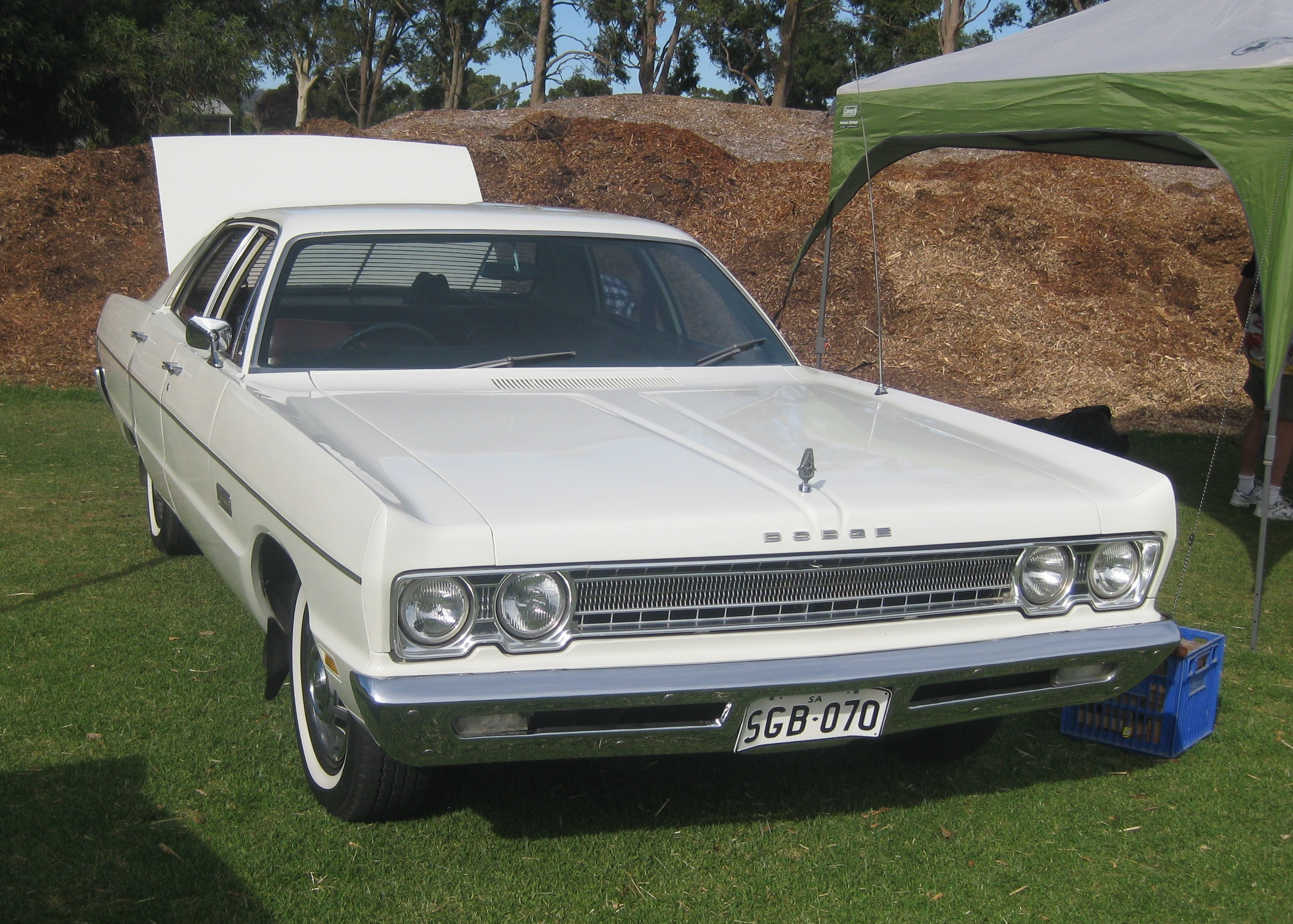
Dodge DE Phoenix
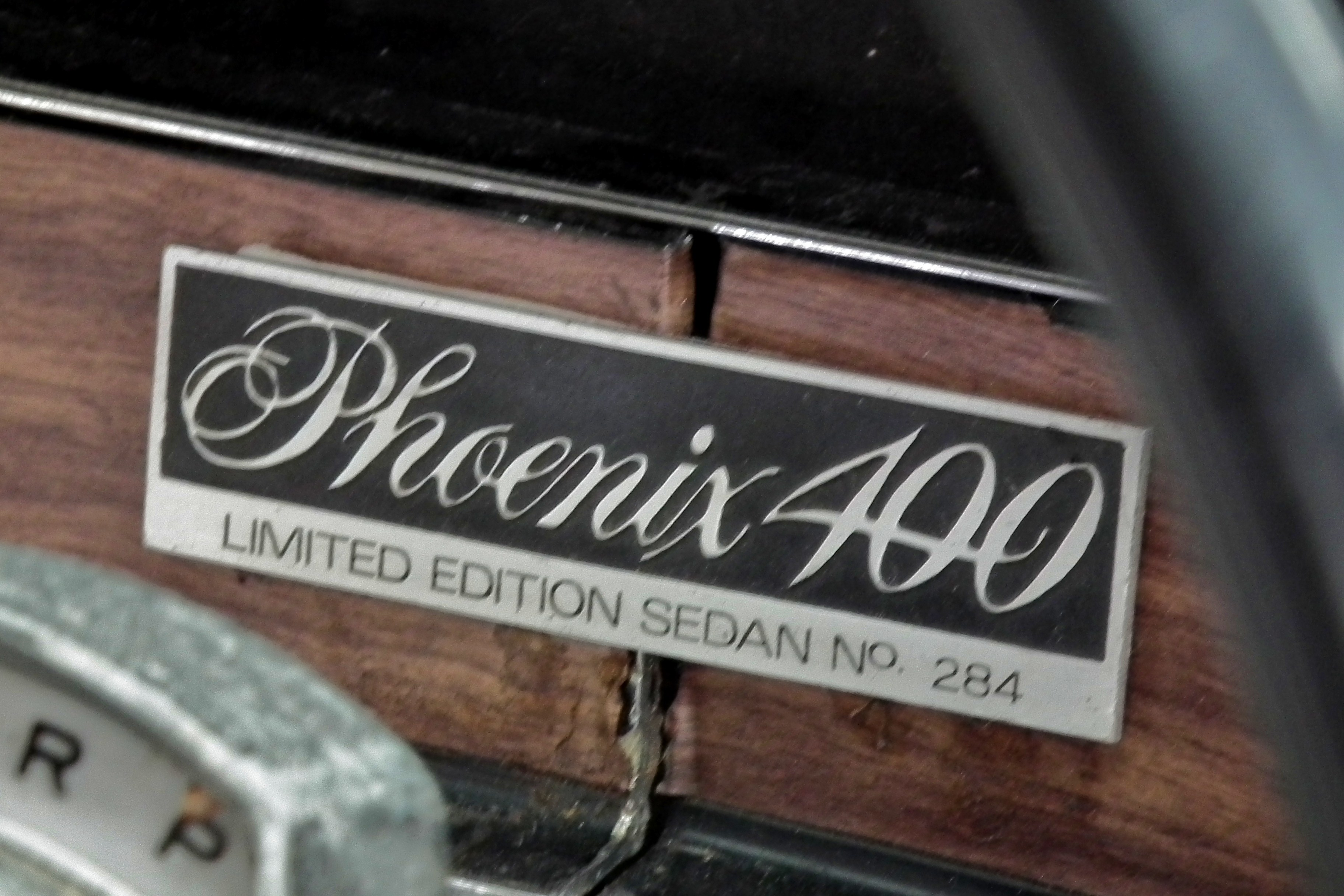
Шидьдик Dodge DE Phoenix
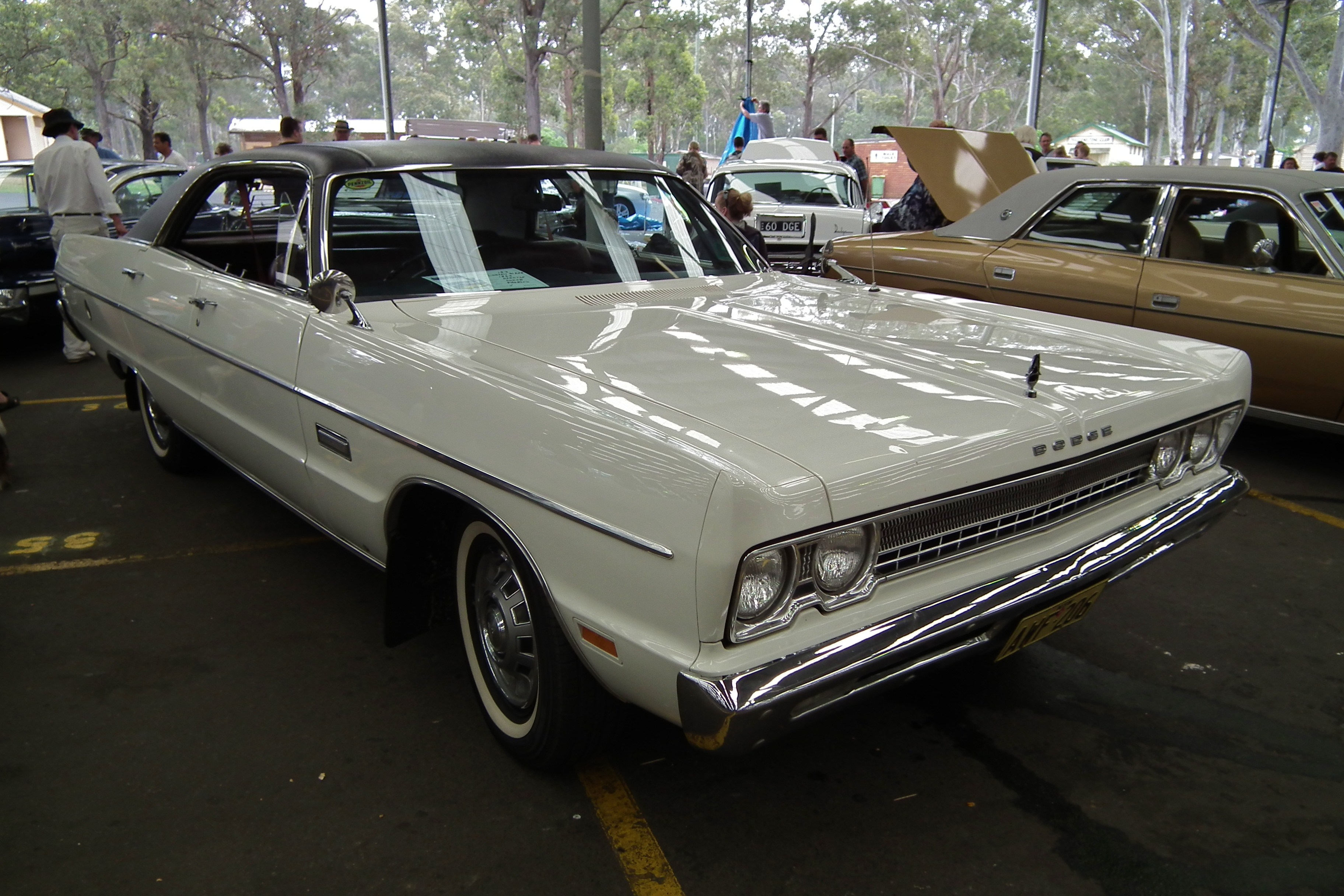
Dodge DE Phoenix
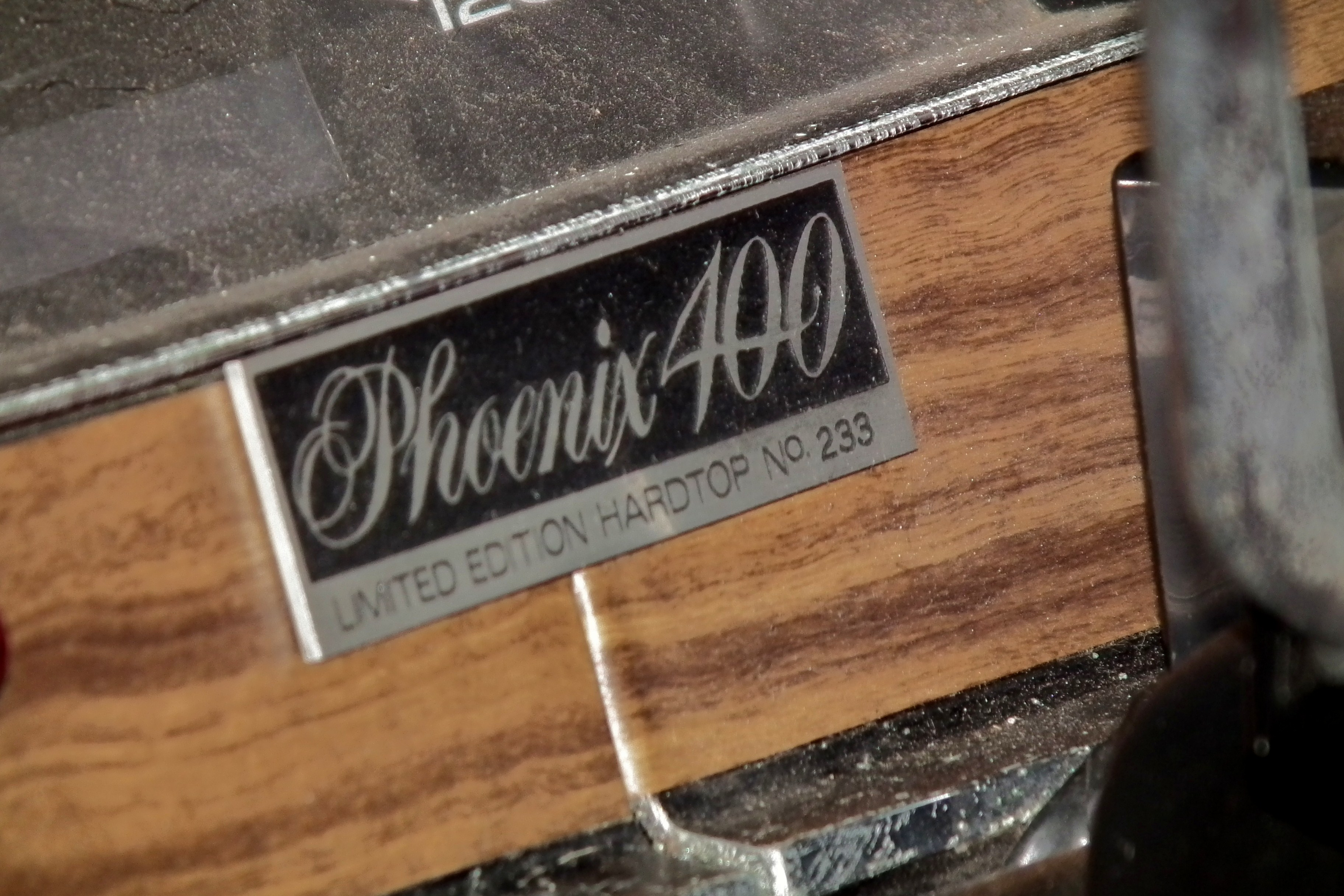
Шидьдик Dodge DE Phoenix
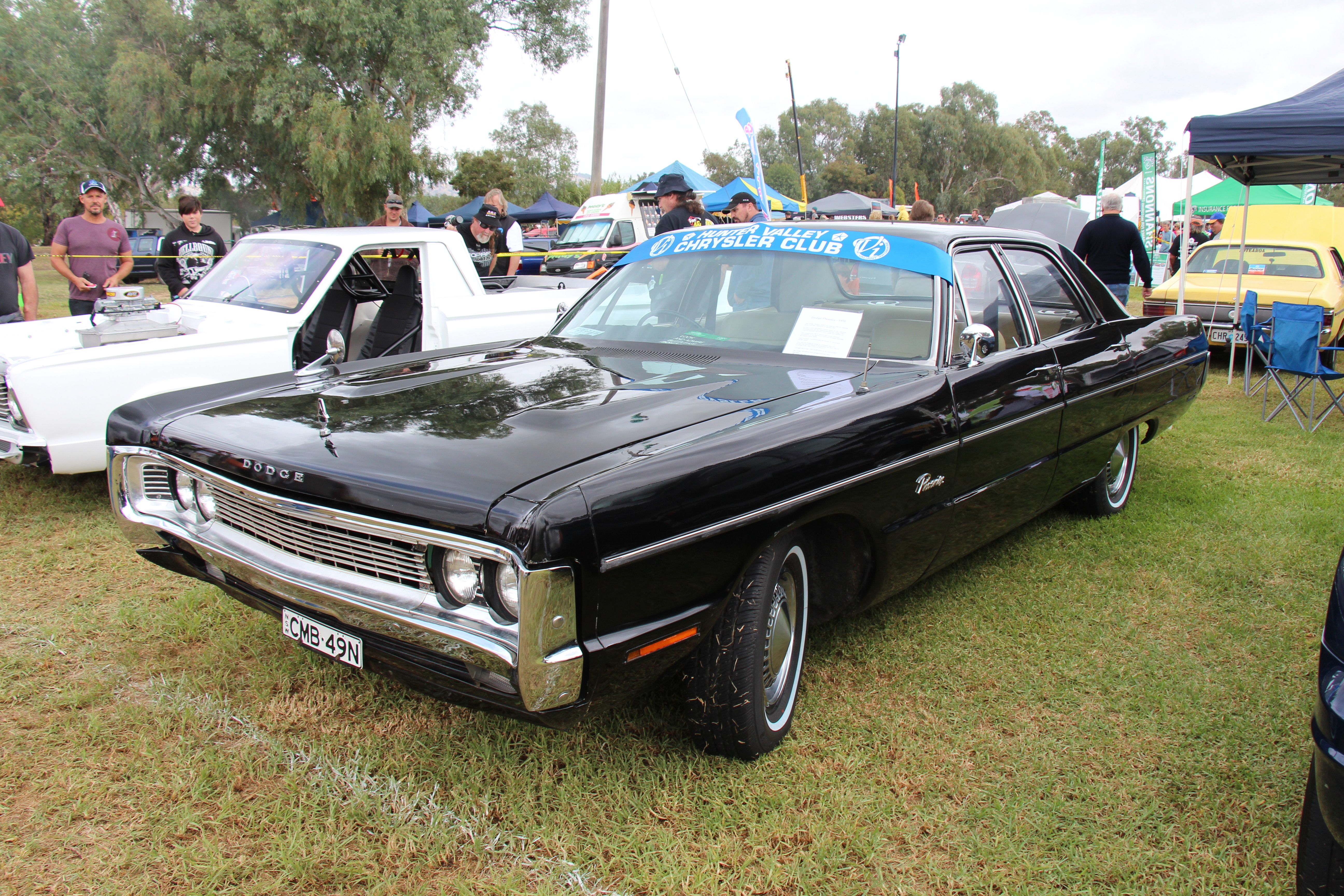
Dodge DF Phoenix
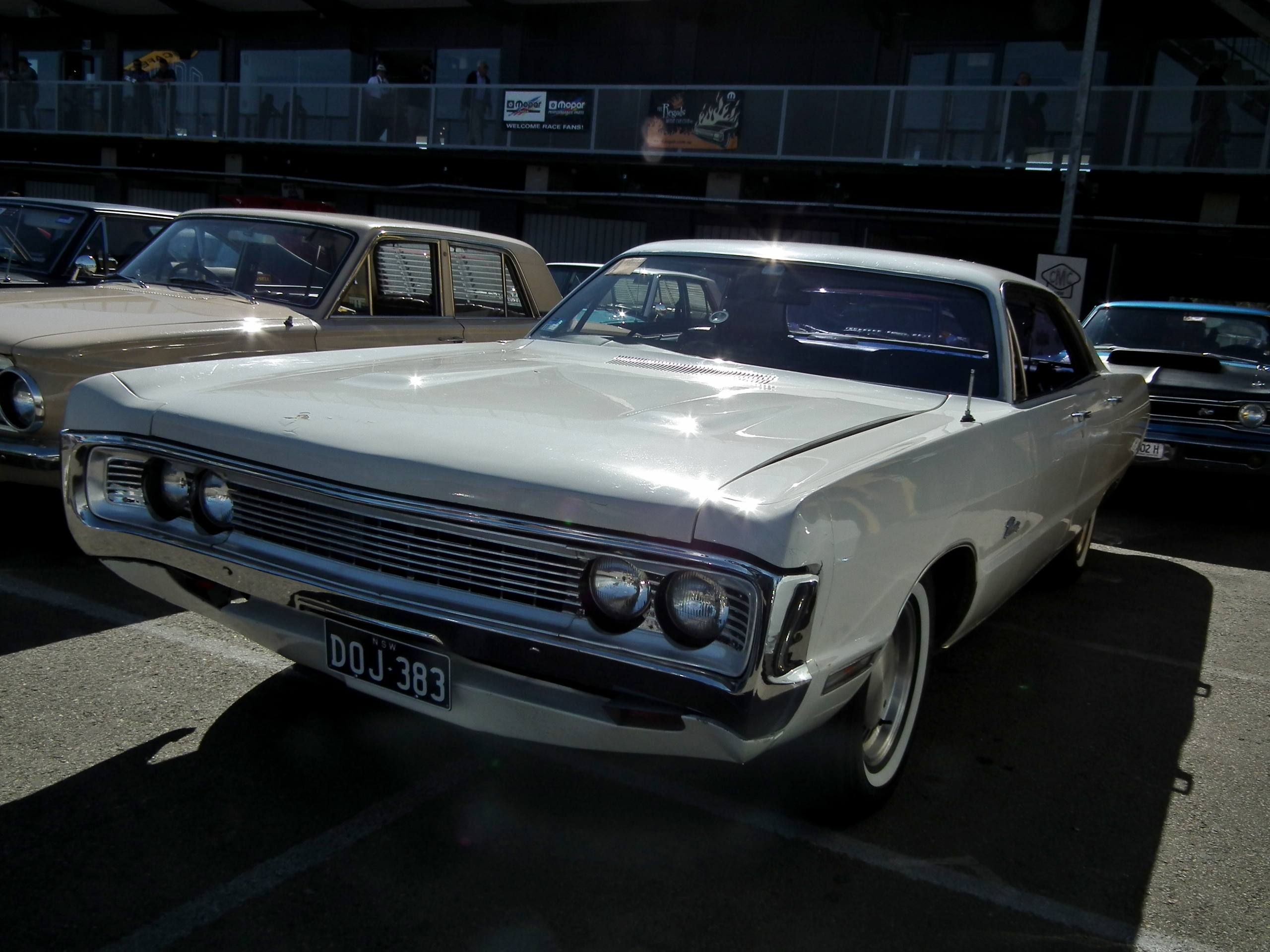
Dodge DF Phoenix
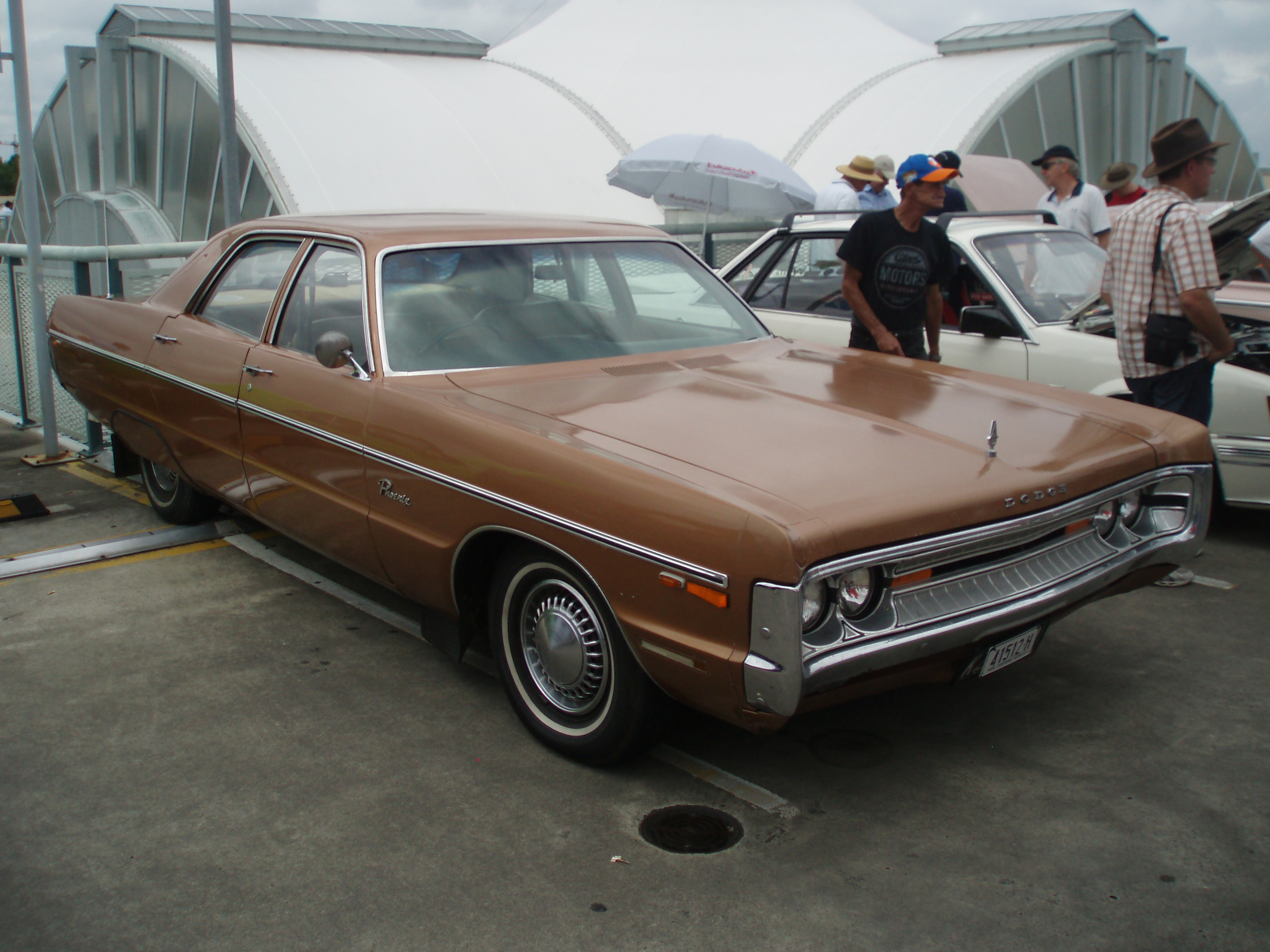
Dodge DG Phoenix
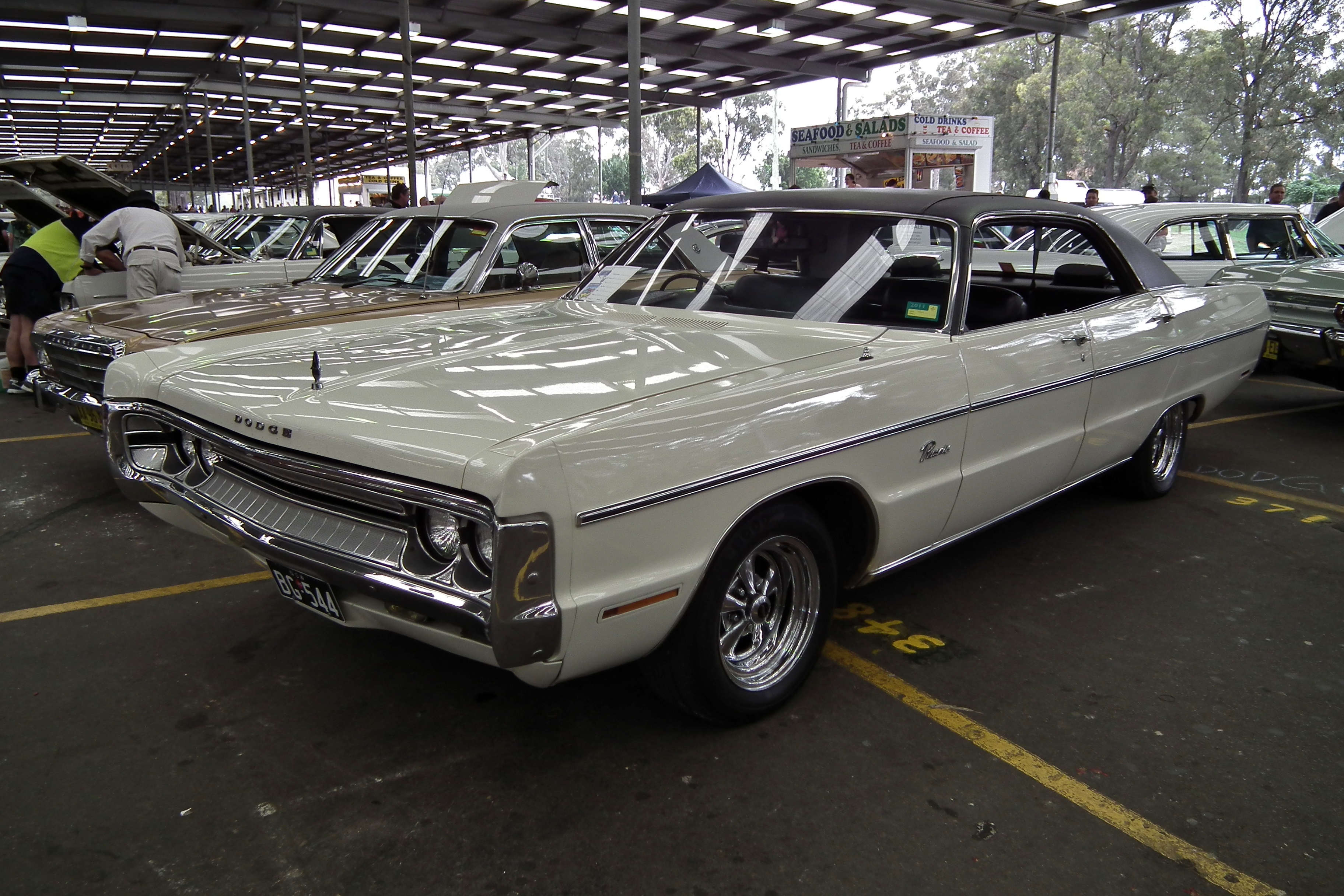
Dodge DG Phoenix